# Luíza Sarmento
Luiza Peredo Sarmento (São Paulo, 26 de novembro de 1981) é uma atriz, apresentadora de televisão e jornalista brasileira.
Seu primeiro trabalho na televisão foi em agosto de 2000, no Atitude.com da TVE Brasil, onde também apresentou o Plugado e co-apresentou o Comentário Geral ao lado de Michel Melamed, passando a comandá-lo sozinha até o final de 2006. Apresentava o programa de vídeoclipes +Pop. Em seguida, apresentou o programa de Rádio A Hora do Blush na Rádio Paradiso FM, ao lado de Isabella Saes e trabalhou como locutora no canal Multishow da Globosat.
É mediadora do canal VivaRoda, ao lado de Felipe Pena e Guga Noblat.